# Anja Silja
Anja Silja (Anja Silja Regina Langwagen) (Berlín, 17 de abril de 1940) es una soprano alemana, ampliamente reconocida como una de las máximas actrices cantantes de su generación en personajes de óperas de Richard Wagner y del repertorio contemporáneo, de una versatilidad asombrosa, voz de timbre lírico, gran volumen e impactante presencia escénica. Famosa como Senta, Lulu y Salomé, en su madurez se ha hecho imprescindible en roles de carácter como la Kostelnička de Jenůfa de Leoš Janáček.

## Comienzos
Se inició muy tempranamente tomando clases con su abuelo, Egon Friedrich Maria Anders van Rijn; debutó como soprano de coloratura a los 16 años en el Teatro de Braunschweig como Rosina en El barbero de Sevilla de Rossini, Micaela en Carmen de Bizet y Zerbinetta de Ariadne auf Naxos de Richard Strauss.
En 1959 bajo la batuta de Karl Böhm fue la Reina de la Noche en La flauta mágica de Mozart en Viena y Aix-en-Provence. La crítica la señaló como "la nueva María Callas" embarcándose en una sucesión de roles que perjudicaron tempranamente su instrumento: los cuatro personajes de Los cuentos de Hoffmann, Fiordiligi en Cosi fan tutte, Leonora en Il trovatore, Santuzza en Cavalleria Rusticana y otros que la ayudaron a pasar de soprano coloratura a soprano dramática.

## Bayreuth
En 1960 tuvo un debut sensacional en el Festival de Bayreuth como Senta de El holandés errante. Allí trabó relación con Wieland Wagner, el genial nieto del compositor Richard Wagner cuyas puestas en escena revitalizaron el festival en el período de postguerra.
En el marco del célebre festival cantó Elsa de Lohengrin (junto a Astrid Varnay), Venus y Elisabeth en Tannhäuser, Freia en El oro del Rhin, el pájaro del bosque en Sigfrido, Eva en Los maestros cantores de Núremberg y en otras producciones de Wieland Wagner fuera de Bayreuth: como la valkiria Brunilda en La valquiria y Sigfrido, como Isolda en Tristán e Isolda, Salomé, Aída, Lulú, Fidelio, Sieglinde y otros demandantes papeles de la literatura lírica.

## Carrera intermedia
A la súbita muerte de Wieland Wagner en 1966, Silja deja Bayreuth ampliando sus horizontes con debuts en todas las grandes casas de ópera internacionales y concentrándose en nuevos papeles como Ariadna, Casandra, Tosca, Liú, Turandot, Minnie, Leonora, Violetta Valery, Medea, Carmen, la Reina de Saba, Tatyana y Lady Macbeth. Inicia una relación con el director André Cluytens y posteriormente con el director Christoph von Dohnányi con quien se casa y tiene tres hijos.

## Roles de carácter
Con la declinación de medios se especializa en roles de carácter, como mezzosoprano y del repertorio contemporáneo encontrando un lugar único como actriz cantante en roles protagónicos o secundarios como sus colegas Martha Mödl, Astrid Varnay, Leonie Rysanek, Evelyn Lear y Régine Crespin.
Destacadísima como Emilia Marty de El caso Makropulos de Leoš Janáček, la Kostelnička en Jenůfa de Leoš Janáček, la Mujer en Erwartung de Schöenberg, Judith en El castillo de Barba Azul de Bartok, la priora en Diálogos de Carmelitas, Grete en Die ferne Klang y como Fricka en La Valquiria, Ortrud en Lohengrin, Klytamnestra en Elektra, Herodías en Salomé, Jocasta en Edipo rey de Stravinsky y como notable intérprete de Kurt Weill, como Jenny en Mahagonny (Ascenso y caída de la ciudad Mahagonny) y como Ana en Los siete pecados capitales.
A los 68 años, todavía en plena actividad incorporó a su repertorio el papel de la condesa en La dama de picas de Tchaicovsky y la bruja de Hansel y Gretel.
Divorciada de Christoph von Dohnányi, Silja reside en París en la casa que fuera de Cluytens.

## Discografía de referencia
Beethoven
- Fidelio - Leonora - (Matacic)

Berg
- Lulu: Lulu-Suite (Dohnányi, 1973)
- Lulu (Faßbaender, Berry, Hotter; Dohnányi, 1976)
- Wozzeck (Wächter; Dohnányi, 1979)

Janáček
- Jenůfa - Kostelnicka (Mattila, Silvasti, Hadley; Haitink, 2001)

Puccini
- Tosca (King, Fischer-Dieskau; Maazel, 1966) (en alemán)

Schoenberg
- Erwartung; Sechs Lieder (Dohnányi, 1979)
- Pierrot Lunaire (Craft, 1999)
- Erwartung (Craft, 2000)

Strauss
- Salome: escena final (Dohnányi, 1973)
- Salome - Herodías - (Nielsen, Hale; Schønwandt, 1997)

Wagner
- Der fliegende Holländer - Senta - (Crass; Sawallisch, 1961)
- Lohengrin - Elsa - (Varnay, Thomas, Vinay; Sawallisch, 1962)
- Tannhäuser - Elisabeth -(Bumbry, Windgassen; Sawallisch, 1962)
- Das Rheingold -Freia - (Windgassen, Adam; Böhm, 1966)
- Der fliegende Holländer - Senta - (Adam, Talvela; Klemperer, 1968) EMI
- Die Walküre - Fricka -(Schnaut, Marc, Elming, Hale; Dohnányi, 1992)

Weill
- Aufstieg und Fall der Stadt Mahagonny (Schlemm, Neumann; Latham-König, 1985)
- Die sieben Todsünden (Nowak, 2002)

## En DVD
- Beethoven, Fidelio - Leonora (Popp, Cassilly, Adam; L.Ludwig, Hess, 1968)
- Janáček, Jenůfa - Kostelnička (R.Alexander; A.Davis, Lehnhoff, 1989)
- Janáček, The Makropulos Affair (Tear; A.Davis, Lehnhoff, 1995)
- Richard Strauss, Salome - Herodias (Malfitano, Terfel; Dohnányi, Bondy, 1997)
- Poulenc, Dialogues des Carmélites- Mme.de Croissy (Schellenberger; Muti, Carsen, 2004)